# Frullato
El frullato, en italià, flutter-tonguing en anglès, Flatterzunge en alemany i és una tècnica d'interpretació musical dels instruments de vent. Consisteix a fer servir la llengua vibrant per introduir el vent mentre s'interpreten les notes. Sense l'instrument s'emet un característic so Frrrr Frrrr que acaba transmetent-se al so produït per l'instrument. S'aconsegueix així un efecte de trémolo o de vibrato.
Aquesta tècnica és comú en músiques modernes com el jazz i sovint emprada en flauta, trompeta, trombó, saxofon encara que hom pot practicar amb altres instruments de vent.

## Tècnica interpretativa
El mètode tradicional per produir l'efecte de flutter-tonguing és enrotllar la punta de la llengua el més ràpidament possible. Això es fa mitjançant la realització d'una vibrant alveolar múltiple aïllada mentre es toquen les notes desitjades. Alguns intèrprets troben difícil o fins i tot impossible fer aquests moviments amb la llengua, possiblement per causa de l'anquiloglòsia.
El flutter-tonguing uvular és un mètode per produir aquest efecte amb el revers de la llengua. L'instrumentista porta a cap una vibrant uvular sonora, que produeix el so tradicional de rugit del llenguatge del jazz.
El flutter-tonguing uvular també es pot utilitzar quan una vibrant alveolar múltiple no és adient per aconseguir aquest efecte. Com ara, en el registre baix de la flauta, o quan hom desitja que l'efecte sigui més ràpid. El flutter-tonguing també pot emprar-se en conjunció amb altres tipus d'articulació.
Qualsevulla d'aquests mètodes requereix un volum d'aire més gran de l'habitual perquè se'n produeixi l'efecte.

## Representació gràfica

Notació del trèmolo.

Aquesta tècnica interpretativa pot aparèixer representada en les partitures de les següents maneres:
- El símbol utilitzat per representar el trèmolo, que està format per una o vàries barres obliqües curtes i amples.
- L'abreviatura «Flz.» o «Flt.» del terme alemany «Flatterzunge»; «frull» de l'italià «frullato», escrita damunt de la nota o passatge que s'interpretarà conforme a tal indicació.[4]
- Altres expressions sense abreviar com ara Ottrèmolo dental, coupe de lange roulé, en roulant la langue, tremolo avec la langue, tremolo roulé, vibrata linguale, vibrando i colpo di lingua.[5]

## Història i exemples

### En música clàssica occidental
En música clàssica occidental aquest efecte apareix en moltes composicions. Se sol aplicar amb més freqüència en instruments com flautes travesseres, flautes dolces, fagots, trompetes i trombons, encara que també es pot utilitzar en altres instruments de vent metall i vent fusta. La tècnica es va tornar bastant comú en la música de el segle xx. És utilitzada especialment en la música d'Arnold Schönberg i de Dmitri Shostakovich, on pot aportar un efecte de malson o sarcasme.
Gustav Mahler i Richard Strauss també van emprar el flutter-tonguing. A Don Quixot Strauss imita el bel llunyà d'ovelles amb notes amb frullat a les trompes. En particular, utilitza la indicació "Zungenschlag" (cop de llengua) en aquest passatge de la Variació II. En altres parts de la partitura, va utilitzar el terme alemany tradicional "Flatterzunge". Mahler va utilitzar aquesta indicació tradicional també, però també es va desviar d'ell en el final de la seva Segona simfonia on empra la indicació "Zungenstoss" (impulsos de llengua). Els impulsos de llengua que requereix Mahler sobre unes notes rodones sostingudes tenen efecte de flutter-tonguing.

## La percussió de boca en el jazz i el rock
Dintre del jazz, en el segle xx, el músic Roland Kirk hi aplicà la percussió de boca especialment a la flauta i influiria posteriorment sobre el personal estil del flautista Ian Anderson, líder del grup de rock progressiu Jethro Tull.
Seria Ian Anderson qui elevàs a símbol aquesta peculiar forma de tocar la flauta, dotada d'una gran energia, a la que acompanyaria amb una vibració de les cordes vocals simultània a la melodia expressada amb la flauta.
L'estil d'Anderson seria imitat per diferents grups de jazz i rock posteriors que incorporarien la flauta a la instrumentació.
En els anys setanta, en moltes pel·lícules d'acció de Hollywood, es va posar de moda interpretar melodies de flauta amb percussió bucal.